# 斯塔列诺公墓

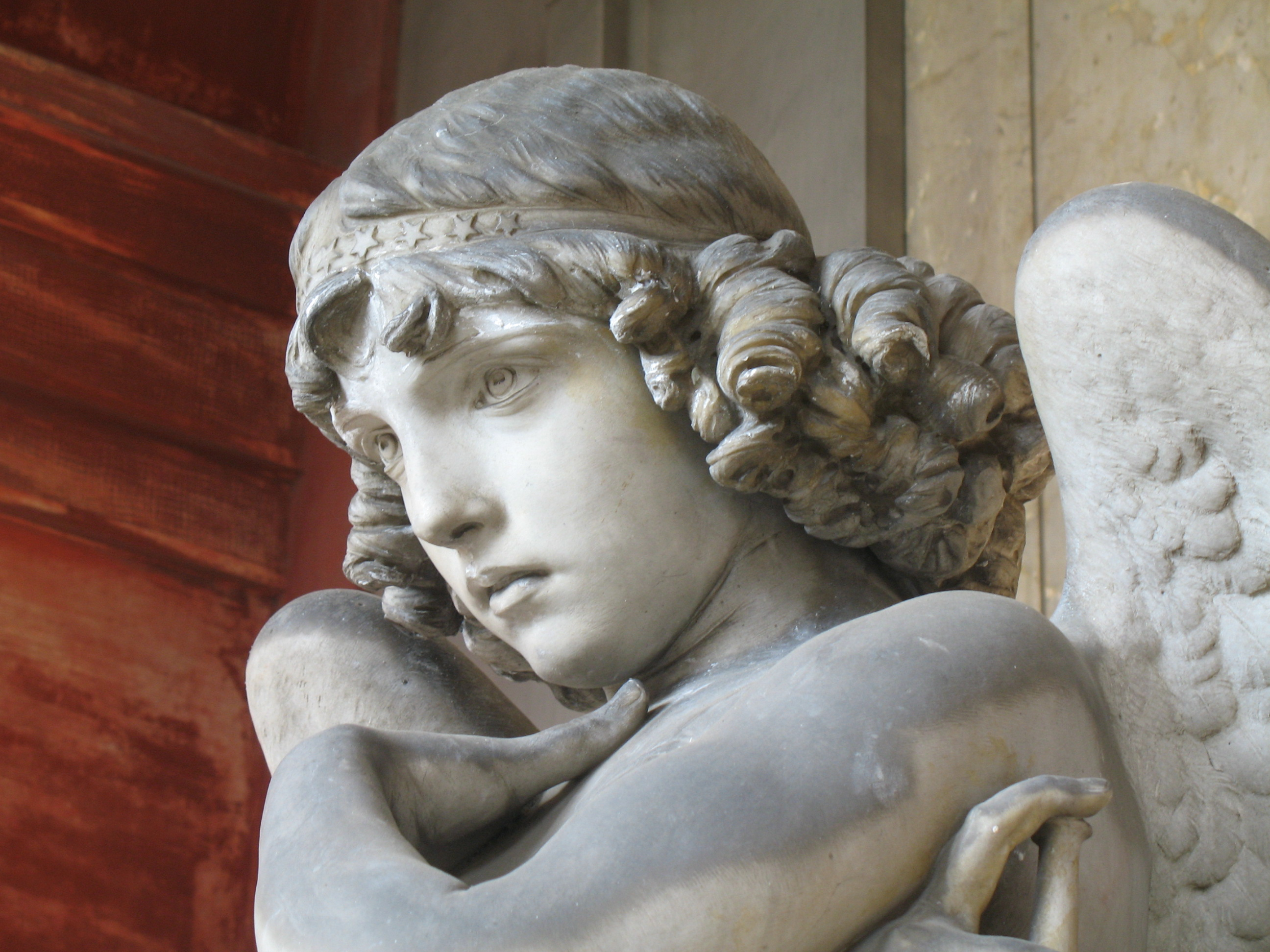
斯塔列诺天使

斯塔列诺公墓（Cimitero monumentale di Staglieno）是意大利热那亚的一座大型公墓，建在一个山坡上，以纪念雕塑著称。它占地超过1平方公里以上，是欧洲最大的墓地之一。
公墓在1851年启用，由热那亚建筑师卡洛·巴拉维诺设计，包含王尔德的妻子康斯劳埃德，费鲁乔·帕里，法布里奇奥·德·安德烈，尼诺·比克肖和朱塞佩·马志尼的坟墓。还有一个罗马万神庙的复制品。
单独的英国墓地反映了19世纪后期英国在热那亚的强大影响力，包括两次世界大战来自英国和英联邦的军人坟墓。

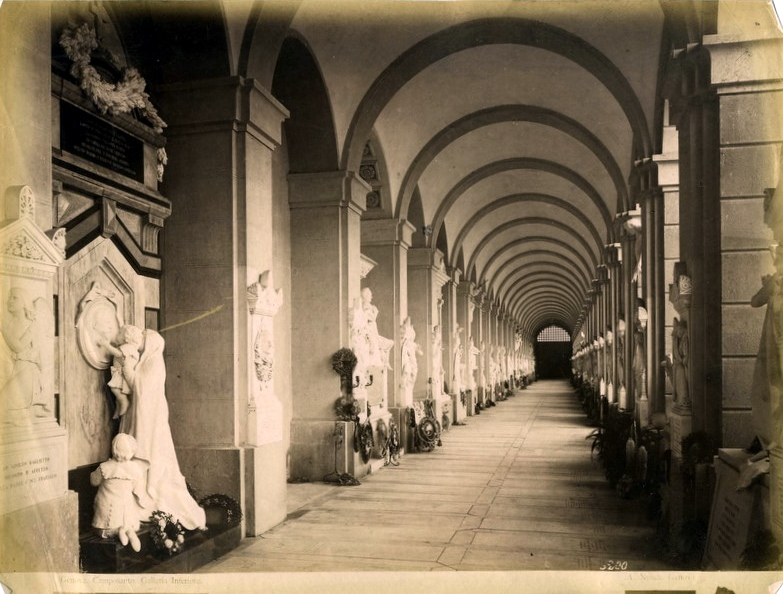
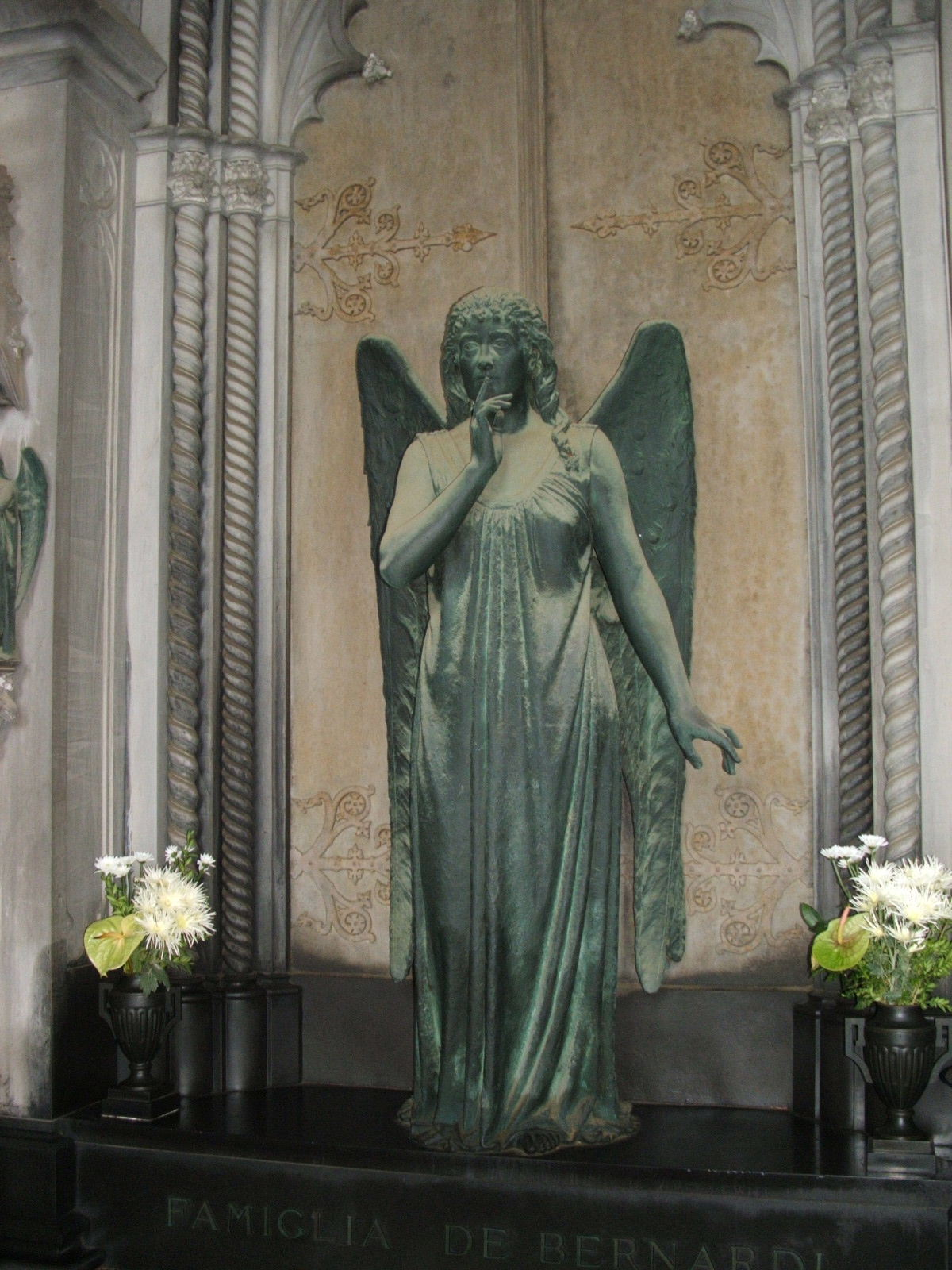
Bernardi 墓
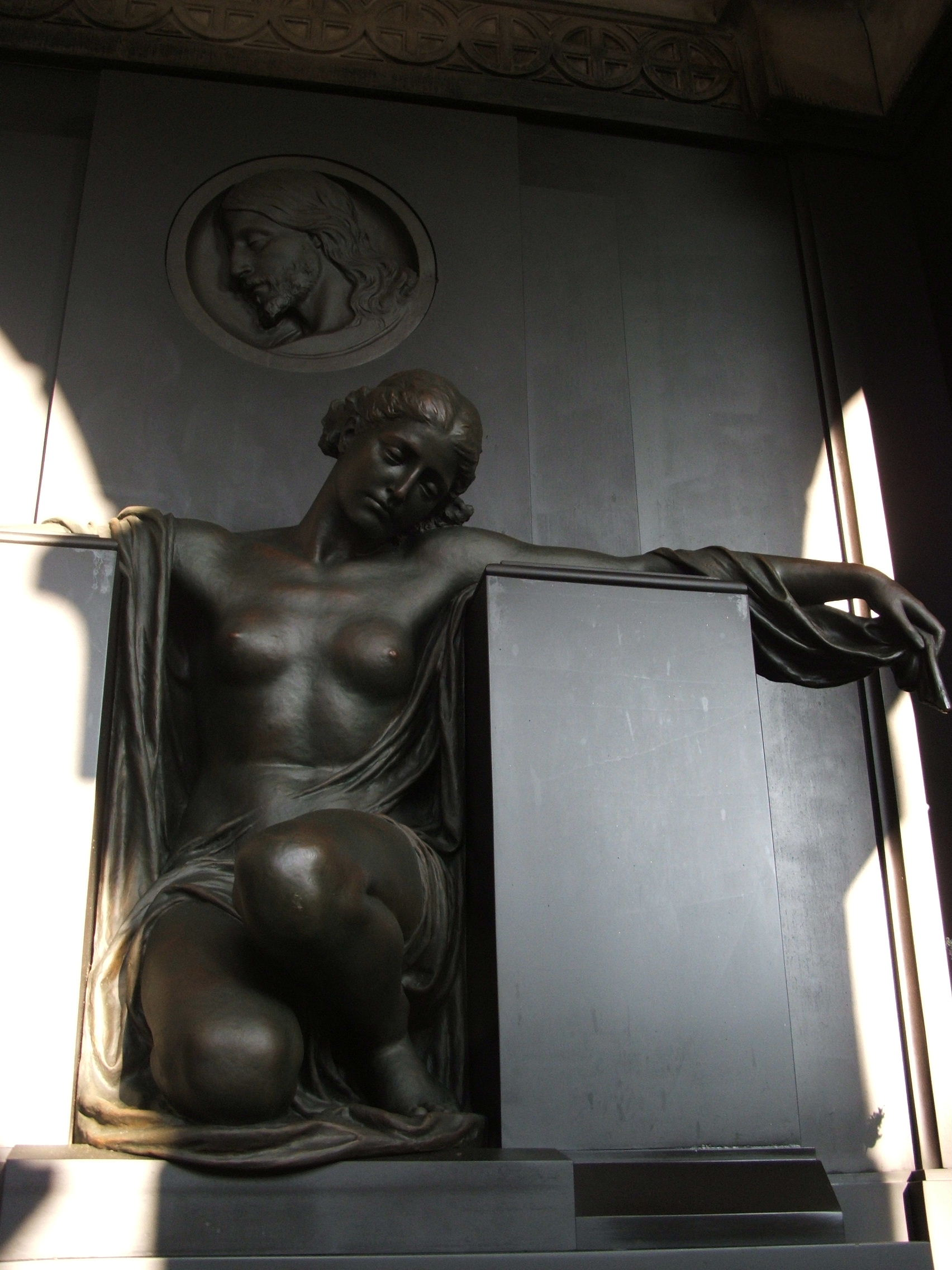
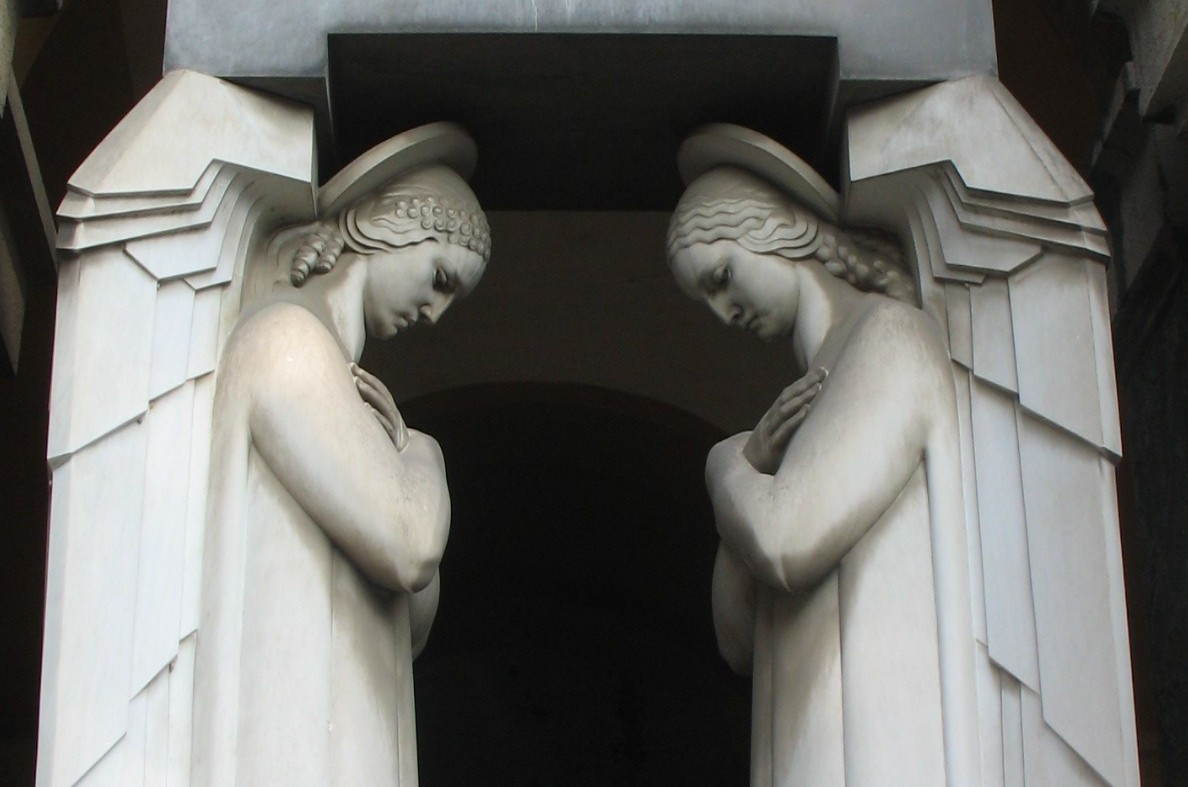

44°25′44.3″N 8°56′57.5″E / 44.428972°N 8.949306°E